# Kevin McBride
Kevin McBride (Bellshill, 14 giugno 1981) è un allenatore di calcio e calciatore scozzese, di ruolo centrocampista.

## Carriera
Si è trasferito al Falkirk in data 1º gennaio 2008.
Si è trasferito all'Hibernian in data 2 luglio 2009.
Il 22 dicembre 2015 ha assunto il ruolo di calciatore-viceallenatore dell'Airdrie United.

## Palmarès

### Club

#### Competizioni nazionali
- Campionato scozzese: 3

Celtic: 2000-2001, 2001-2002, 2003-2004
- Coppa di Scozia: 2

Celtic: 2000-2001, 2003-2004
- Coppa di Lega scozzese: 1

Celtic: 2000-2001